# (2185) Guangdong
(2185) Guangdong es un asteroide perteneciente al cinturón de asteroides, descubierto el 20 de noviembre de 1965  por el equipo del Observatorio de la Montaña Púrpura desde el Observatorio de la Montaña Púrpura, Nankín (China).

## Designación y nombre
Designado provisionalmente como 1965 WO. Fue nombrado Guangdong en homenaje a la Provincia de Cantón de la República Popular China.